# أوستين باك
أوستين باك (بالإنجليزية: Austin Pack)‏ هو لاعب كرة قدم أمريكي في مركز حراسة المرمى، ولد في 25 فبراير 1994 في ألفاريتا في الولايات المتحدة. لعب مع شارلوت إندبنتنس.

## وصلات خارجية
- أوستين باك على موقع قاعدة بيانات كرة القدم.إي يو (الإنجليزية)
- أوستين باك على موقع Soccerway.com (الإنجليزية)